# 河市镇 (达州市)
河市镇，是中华人民共和国四川省达州市达川区下辖的一个乡镇级行政单位。

## 行政区划
河市镇下辖以下地区：
长航社区、南大街社区、后街社区、新场社区、阁溪社区、阁溪村、万河村、河西村、长西村、锁口村、断桥村、大乡村、河龙村、昌红村、成都村、马坪村、熊家村、百花村、店子村、长江村、河东村、金湾村、金河村、金马村、金滩村、金星村、新陶村、新桥村、新勤村、新龙村和新民村。